# Sălicea
Sălicea – wieś w Rumunii, w okręgu Kluż, w gminie Ciurila. W 2011 roku liczyła 499 mieszkańców.